# Atletismo nos Jogos Pan-Americanos de 2007 - 5000 m feminino
Os 5000 metros feminino foram um dos eventos do atletismo nos Jogos Pan-Americanos de 2007, no Rio de Janeiro. A prova foi disputada no Estádio Olímpico João Havelange em 27 de julho com 12 atletas de 7 países.

## Medalhistas
| Ouro   | CAN Megan Metcalfe           |
| Prata  | USA Catherine Ferrell        |
| Bronze | MEX Leticia Rocha de la Cruz |

## Recordes
Recordes mundiais e pan-Americanos antes da disputa dos Jogos Pan-Americanos de 2007.
| Tipo                             | Atleta            | Tempo    | Local         | Data                |
| -------------------------------- | ----------------- | -------- | ------------- | ------------------- |
|                                  | Meseret Defar     | 13m30.35 | Oslo          | 15 de junho de 2007 |
| Recorde dos Jogos Pan-Americanos | Adriana Fernández | 14m16.63 | Santo Domingo | 6 de agosto de 2003 |

## Resultados
- DNS: não competiu na prova.

### Final
A final dos 5000 metros foi disputada em 27 de julho as 18:20 (UTC-3).
| Pos.              | Atleta                   | País               | Tempo    |
| ----------------- | ------------------------ | ------------------ | -------- |
| Medalha de ouro   | Megan Metcalfe           | CAN Canadá         | 15m35.78 |
| Medalha de prata  | Catherine Ferrell        | USA Estados Unidos | 15m42.01 |
| Medalha de bronze | Leticia Rocha de la Cruz | MEX México         | 15m43.80 |
| 4                 | Dulce María Rodríguez    | MEX México         | 15m46.89 |
| 5                 | Lucélia Peres            | BRA Brasil         | 15m47.61 |
| 6                 | Bertha Sánchez           | COL Colômbia       | 15m49.97 |
| 7                 | Ednalva Silva            | BRA Brasil         | 15m55.46 |
| 8                 | Mandi Zemba              | USA Estados Unidos | 16m08.09 |
| 9                 | Wilma Arizapana          | PER Peru           | 16m39.90 |
| 10                | Faustina Huamani         | PER Peru           | 16m53.82 |
| —                 | Yailen García            | CUB Cuba           | DNS      |
| —                 | Mariela González         | CUB Cuba           | DNS      |